# Шилік Анатолій Вікторович
Анато́лій Ві́кторович Ши́лік (нар. 16 вересня 1976, Ковель, Волинська область, Українська РСР, СРСР — 25 серпня 2014, Кутейникове, Амвросіївський район, Донецька область, Україна) — капітан Збройних сил України.

## Короткий життєпис
Народився 1976 року в місті Ковель (також вказується Камінь-Каширський). Через тиждень після народження він переїхав з батьками у Херсонську область, де проживав до 1993 року (Нижні Сірогози); закінчив місцеву школу. Вступив у Сумське вище артилерійське військове училище імені М. В. Фрунзе, після закінчення направлений для проходження подальшої служби в місто Ковель; тут зустрів майбутню дружину. Тут 1996-го служив у 802-му реактивному артилерійському полку. 2005 року звільнений в запас у званні капітана.
Останні десять років після розформування військової частини займався цивільними справами.
З квітня 2014 року — доброволець, у зоні бойових дій з весни 2014-го. Командир мінометної батареї, 51-ша окрема механізована бригада.
У ніч з 24 на 25 серпня 2014 року в під Докучаєвськом мінометна батарея капітана Шиліка зазнала важких втрат. 3-й батальйон 51-ї бригади опинився в оточенні в районі Березове — Оленівка під постійним артилерійським обстрілом російсько-терористичних військ. Більшість особового складу батареї перебувала на блокпосту 39-06 неподалік від Іловайська. Цей блокпост обстрілювався самохідно-артилерійськими гарматами «Нона». Від одного з пострілів загорівся тент на машині ГАЗ-66. Анатолій Шилік особисто кинувся його гасити. На допомогу капітану з укриттів вибігли й інші бійці. Коли вони всі були поруч з машиною, прилетіло ще кілька снарядів «Нони» і командир загинув разом з іншими військовослужбовцями.
Похований у Ковелі 2 вересня 2014 року.
Без Анатолія лишились дружина й двоє дітей — дочка Тетяна 2001 та син Артем 2012 р. н.

## Нагороди та вшанування
За особисту мужність і героїзм, виявлені у захисті державного суверенітету та територіальної цілісності України, вірність військовій присязі під час російсько-української війни
- Нагороджений орденом Богдана Хмельницького ІІІ ступеня (4.6.2015, посмертно)
- 22 травня 2015 року, в річницю бою під Волновахою, у Ковелі урочисто відкрито пам'ятну стелу в честь жителів міста та району, які загинули під час російсько-української війни — Олександра Артемука, Станіслава Максимчука, Павла Редьковича, Романа Данилевича, Андрія Мостики, Олексія Тарасюка, Андрія Омелянюка, Олександра Абрамчука, Олександра Ярмолюка, Сергія Дем'яника, Андрія Задорожнього та Анатолія Шиліка.[4][5]
- Ковельська міська рада ухвалила рішення надати новозбудованій вулиці в районі вулиці Зерова ім'я Анатолія Шиліка.[6][7]
- 6 грудня 2016 року у Ковелі освячено меморіальну дошку Анатолію Шиліку.
- Його портрет розміщений на меморіалі «Стіна пам'яті полеглих за Україну» у Києві: секція 3, ряд 9, місце 11
- Вшановується 25 серпня на щоденному ранковому церемоніалі вшанування українських захисників, які загинули цього дня у різні роки внаслідок російської збройної агресії[8]
- почесний громадянин міста Ковеля (2021; посмертно)[9]
- в нижньосірогозькій ЗОШ відкрито пропам'ятну дошку на його честь